# Terza Categoria

Logo Terza categoria

La Terza Categoria è il sesto e ultimo torneo dilettantistico del campionato italiano di calcio, e rappresenta complessivamente il nono e ultimo livello dell'intera piramide calcistica nazionale.

## Il campionato
Il campionato di Terza Categoria è organizzato dai comitati e delegazioni provinciali della FIGC e raccoglie 143 gironi in tutta Italia con un numero di squadre molto variabile (nella stagione 2015-2016 le iscritte erano 2088), accogliendo società che vanno dai quartieri delle grandi città alle frazioni di pochi abitanti, ai piccoli comuni, o a semplici compagnie di amici che si cimentino nell'avventura di iscriversi ad una competizione agonistica, la cui alternativa sarebbero i vari tornei amatoriali organizzati da centri sportivi o altri enti come il CSI o la UISP. In alcune delegazioni provinciali sono presenti anche "squadre B" di formazioni iscritte a categorie superiori.
La Terza Categoria fu istituita nel 1959 con la nascita della Lega Nazionale Dilettanti, limitatamente ad alcune regioni. Alla manifestazione furono assegnate le formazioni riserve, le maggiori squadre giovanili e le società che volontariamente avessero rinunciato alle competizioni superiori. Solo successivamente la Terza Categoria fu basata su veri e propri criteri di merito sportivo, istituendo una regolare alternanza con la Seconda Categoria.
In provincia di Bolzano il campionato assume anche il nome tedesco di Dritte (3.) Amateurliga, ovvero "terza lega dilettantistica". Nella parte orientale del Friuli, per la comunità slovena, prende il nome Tretja (3.) amaterska liga.
Ogni società calcistica costituita ex novo, fatte salve le esenzioni dovute a particolari requisiti o a fusioni societarie, viene normalmente iscritta a questo campionato.
Le squadre che ottengono la promozione passano al campionato di Seconda Categoria.  
La formula varia di regione in regione; classicamente, oltre alle vincitrici dei vari raggruppamenti promosse al termine della stagione regolare, sono stati introdotti i play-off per decretare eventuali altre promozioni nella categoria superiore. Essendo l'ultimo gradino dei campionati, non sono previste retrocessioni.

## Elenco dei gironi per regione
I campionati di Terza Categoria si disputano in tutte le regioni italiane ad eccezione di Basilicata, Molise, Trentino (Provincia autonoma di Trento), Umbria, Valle d'Aosta. Nella stagione sportiva 2024/2025 sono state iscritte 1.901 squadre, suddivise in 143 gironi.

### Abruzzo
- Chieti - Girone Unico a 11 squadre;
- L'Aquila - Girone A a 10 squadre,
- L'Aquila - Girone B a 6 squadre;
- Pescara - Girone Unico a 14 squadre;
- Teramo - Girone A a 10 squadre;
- Teramo - Girone B a 9 squadre;
- Vasto (CH) - Girone Unico a 11 squadre.

Totale: 71 squadre in 7 gironi

### Alto Adige
- Girone A a 12 squadre;
- Girone B a 12 squadre (2 squadre riservi);
- Girone C a 12 squadre (2 squadre riservi).

Totale: 36 squadre in 3 gironi

### Calabria
- Girone A - Corigliano-Rossano (CS) a 10 squadre;
- Girone B - Cosenza a 11 squadre;
- Girone C - Crotone a 9 squadre;
- Girone D - Catanzaro a 10 squadre;
- Girone E - Catanzaro a 10 squadre;
- Girone F - Vibo Valentia a 12 squadre;
- Girone G - Gioia Tauro (RC) a 10 squadre.

Totale: 72 squadre in 7 gironi

### Campania
- Avellino - Girone A a 14 squadre,
- Avellino - Girone B a 13 squadre,
- Avellino - Girone C a 14 squadre,
- Benevento - Girone A a 11 squadre,
- Benevento - Girone B a 11 squadre;
- Caserta - Girone A a 9 squadre,
- Caserta - Girone B a 8 squadre;
- Napoli - Girone A a 10 squadre,
- Napoli - Girone B a 9 squadre;
- Salerno - Girone A a 13 squadre,
- Salerno - Girone B a 13 squadre,
- Salerno - Girone C a 13 squadre,
- Salerno - Girone D a 13 squadre,
- Salerno - Girone E a 13 squadre.

Totale: 164 squadre in 14 gironi

### Emilia-Romagna
- Bologna - Girone A a 15 squadre,
- Bologna - Girone B a 16 squadre;
- Ferrara - Girone Unico a 14 squadre;
- Forlì-Cesena - Girone Unico a 14 squadre,
- Modena - Girone A a 16 squadre,
- Modena - Girone B a 16 squadre;
- Parma - Girone Unico a 16 squadre;
- Piacenza - Girone Unico a 16 squadre;
- Ravenna - Girone A a 15 squadre,
- Ravenna - Girone B a 15 squadre;
- Reggio Emilia - Girone Unico a 16 squadre;
- Rimini - Girone A a 13 squadre;
- Rimini - Girone B a 13 squadre.

Totale: 195 squadre in 13 gironi

### Friuli-Venezia Giulia
- Girone A a 15 squadre;
- Girone B a 16 squadre;
- Girone C a 16 squadre.

Totale: 47 squadre in 3 gironi

### Lazio
- Frosinone - Girone Unico a 14 squadre,
- Rieti - Girone Unico a 13 squadre;
- Roma - Girone A a 15 squadre,
- Roma - Girone B a 15 squadre,
- Roma - Girone C a 15 squadre;
- Viterbo - Girone Unico a 13 squadre.

Totale: 85 squadre in 6 gironi

### Liguria
- Chiavari (GE) - Girone Unico a 13 squadre;
- Genova - Girone Unico a 20 squadre.

Totale: 33 squadre in 2 gironi

### Lombardia
- Bergamo - Girone A a 15 squadre,
- Bergamo - Girone B a 15 squadre,
- Bergamo - Girone C a 15 squadre,
- Brescia - Girone A a 14 squadre;
- Brescia - Girone B a 14 squadre,
- Brescia - Girone C a 14 squadre;
- Como - Girone Unico a 16 squadre;
- Cremona - Girone Unico a 15 squadre,
- Lecco - Girone Unico a 14 squadre;
- Legnano - Girone Unico a 15 squadre;
- Lodi - Girone A a 13 squadre;
- Lodi - Girone B a 13 squadre;
- Mantova - Girone Unico a 15 squadre;
- Milano - Girone A a 16 squadre,
- Milano - Girone B a 16 squadre,
- Milano - Girone C a 16 squadre;
- Monza e della Brianza - Girone Unico a 15 squadre;
- Pavia - Girone A a 14 squadre,
- Pavia - Girone B a 14 squadre;
- Varese - Girone A a 14 squadre,
- Varese - Girone B a 14 squadre.

Totale: 307 squadre in 21 gironi

### Marche
- Girone A - Pesaro e Urbino a 15 squadre,
- Girone B - Pesaro e Urbino a 15 squadre;
- Girone C - Ancona a 15 squadre,
- Girone D - Ancona a 15 squadre;
- Girone E - Macerata a 15 squadre;
- Girone F - Fermo a 15 squadre;
- Girone G - Ascoli Piceno a 15 squadre.

Totale: 105 squadre in 7 gironi

### Piemonte
- Alessandria - Girone A a 12 squadre,
- Alessandria - Girone B a 12 squadre;
- Asti - Girone Unico a 13 squadre;
- Cuneo - Girone A a 14 squadre,
- Cuneo - Girone B a 13 squadre,
- Cuneo - Girone C a 13 squadre;
- Ivrea (TO) - Girone Unico a 12 squadre;
- Novara - Girone Unico a 14 squadre;
- Pinerolo (TO) - Girone Unico a 13 squadre;
- Torino - Girone A a 11 squadre;
- Torino - Girone B a 12 squadre;
- Torino - Girone C a 11 squadre;
- Verbano-Cusio-Ossola - Girone Unico a 12 squadre.

Totale: 162 squadre in 13 gironi

### Puglia
- Bari - Girone Unico a 8 squadre;
- Barletta-Andria-Trani - Girone Unico a 8 squadre;
- Brindisi - Girone Unico a 12 squadre;
- Foggia - Girone Unico a 14 squadre;
- Lecce - Girone Unico a 14 squadre.

Totale: 56 squadre in 5 gironi

### Sardegna
- Girone A - Carbonia-Iglesias a 15 squadre;
- Girone B - Cagliari a 14 squadre;
- Girone C - Olbia-Tempio a 14 squadre;
- Girone D - Oristano a 16 squadre;
- Girone E - Sassari a 15 squadre;
- Girone F - Sassari a 14 squadre.

Totale: 88 squadre in 6 gironi

### Sicilia
- Agrigento - Girone Unico a 12 squadre;
- Barcellona Pozzo di Gotto (ME) - Girone Unico a 10 squadre;
- Caltanissetta - Girone Unico a 12 squadre;
- Catania - Girone A a 12 squadre,
- Catania - Girone B a 12 squadre;
- Enna - Girone Unico a 8 squadre;
- Messina - Girone A a 9 squadre,
- Messina - Girone B a 9 squadre;
- Palermo - Girone A a 10 squadre,
- Palermo - Girone B a 10 squadre,
- Ragusa - Girone Unico a 7 squadre;
- Siracusa - Girone Unico a 14 squadre;
- Trapani - Girone Unico a 9 squadre.

Totale: 134 squadre in 13 gironi

### Toscana
- Arezzo - Girone Unico a 15 squadre;
- Firenze - Girone A a 15 squadre,
- Firenze - Girone B a 15 squadre;
- Grosseto - Girone Unico a 15 squadre;
- Livorno - Girone Unico a 14 squadre;
- Lucca - Girone A a 14 squadre,
- Lucca - Girone B a 14 squadre;
- Massa-Carrara - Girone Unico a 14 squadre;
- Pisa - Girone A a 16 squadre,
- Pisa - Girone B a 16 squadre;
- Pistoia - Girone Unico a 16 squadre;
- Prato - Girone Unico a 16 squadre;
- Siena - Girone Unico a 16 squadre.

Totale: 196 squadre in 13 gironi

### Veneto
- Bassano del Grappa (VI) - Girone Unico a 16 squadre;
- Belluno - Girone A a 14 squadre;
- Padova - Girone A a 17 squadre;
- Rovigo - Girone A a 13 squadre;
- San Donà di Piave (VE) - Girone Unico a 13 squadre;
- Treviso - Girone Unico a 14 squadre;
- Venezia - Girone Unico a 14 squadre;
- Verona - Girone A a 16 squadre,
- Verona - Girone B a 15 squadre;
- Vicenza - Girone Unico a 16 squadre.

Totale: 149 squadre in 10 gironi

## Arbitraggio delle gare
La designazione degli arbitri per il campionato di Terza Categoria è di norma effettuata dall'Organo Tecnico Sezionale (O.T.S.), della sezione AIA competente per provincia.
Considerando il livello mediamente basso di tale competizione, le gare di Terza Categoria vengono di norma arbitrate da un solo ufficiale di gara, lasciando così il ruolo di assistente di parte ai dirigenti delle società.
Considerando quindi che gli arbitri vengono designati dagli OTS, si passa dalla designazione di un giovane arbitro in piena "carriera", a quelle di un arbitro "anziano" reduce da campionati nazionali o regionali a fine carriera.